# Epsilon latina
L'epsilon latina (maiuscolo: Ɛ, minuscolo: ɛ) è una lettera dell'alfabeto latino esteso, basata sulla lettera minuscola greca epsilon (ε). Nell'Alfabeto fonetico internazionale rappresenta l'anteriore medio-bassa. È presente nell'ortografia di molte lingue niger-kordofaniane, come ad esempio la lingua ewe (Ɛwɛgbɛ) ed è inclusa nell'alfabeto africano di riferimento. In berbero rappresenta la fricativa faringale sonora.
Nella notazione matematica, ɛ ({\displaystyle \varepsilon } in MathML) è anch'esso denominato "epsilon" ed è interscambiabile con il simbolo dell'epsilon lunata ε.

## Unicode
In Unicode, la Ɛ maiuscola è codificata nel blocco Latin Extended-B come U+0190 e la minuscola ɛ è codificata come U+025B. È denominata erroneamente dall'ISO come "LATIN LETTER OPEN E" (lettera latina E aperta).

## LATEX
In LATEX, il simbolo ɛ è designato dal token "\varepsilon" è viene visualizzato in maniera leggermente differente: {\displaystyle \varepsilon }

## Voci correlate

È simile alla epsilon minuscola.